# Силена (спътник)
Вижте пояснителната страница за други значения на Силена.
Силена е естествен спътник на Юпитер. Открит е от екипа от астрономи Скот Шепърд, Дейвид Джуит и Ян Клайн на 9 февруари 2003 г. Първоначалното означение на спътника е S/2003 J 13. Спътникът носи името на фигурата от древногръцката митология Силена.
Силена е малко по размери тяло с диаметър от 2 km и се намира на ретроградна орбита около Юпитер. Принадлежи към групата на Пасифая.